# Cream
Cream va ser una banda de rock britànica de la dècada de 1960. Va ser un dels primers i més cèlebres powertrios i supergrups de la dècada. Estava formada per Eric Clapton a la guitarra, Jack Bruce al baix i com a vocalista principal i Ginger Baker a la bateria. Clapton i Braker intervenien també amb les seves veus en algunes cançons, com les conegudes Crossroads i Badge (Clapton) i Pressed Rat and Warthog (Baker).
Aquesta formació va donar lloc a una de les més vitals i efectistes bandes entre 1966 i 1968. El seu so combinava el blues de la guitarra de Clapton amb la potent veu i les intenses línies de baix de Bruce i la bateria amb influències del jazz de Ginger Baker. Cream és considerada una banda avançada a la seva època i d'una influència incommensurable. Va suposar l'adéu del pop per la via del blues i la recerca de major amplitud conceptual per al rock en un estil que es va començar a denominar en aquells anys com a música underground. Juntament amb The Jimi Hendrix Experience, va causar un gran impacte sobre la música popular de l'època, oferint un so potent encara carregat de virtuosisme, que va fer ombra al naixement de bandes com Led Zeppelin, Deep Purple o The Jeff Beck Group a la fi dels 60. Les actuacions en viu de la banda van influenciar a grups de rock progressiu com Rush, Jam Bands com The Allman Brothers Band, GratefulDead o Phish, o bandes de heavy metal com BlackSabbath
A la discografia de Cream apareixen temes de blues tradicional com "Crossroads" i "Spoonful", i de blues modern com "Born Under a Bad Sign", així com temes més exòtics com "Strange Brew", "Tals of Brave Ulysses" o "Toad". Entre els seus majors èxits apareixen "I Feel Free", "Sunshine of Your Love", "White Room", "Crossroads" i "Badge".

## Membres
- Eric Clapton (30 de març de 1945, Ripley, Surrey), havia estat membre dels Yardbirds i els Bluesbreakers de John Mayall.
- Jack Bruce (14 de maig de 1943, Glasgow, Escòcia), havia estat amb Manfred Mann i Graham Bond.
- Ginger Baker (19 de maig de 1939, Lewishan, Londres) també havia figurat en aquest últim grup.

## Història

### Formació
El juliol de 1966, la trajectòria de Clapton amb The Yardbirds i John Mayall & the Bluesbreakers li havia valgut la reputació de millor guitarrista de blues al Regne Unit. El virtuosisme de Clapton va inspirar a un dels seus fans a pintar les paraules "Clapton és Déu" (" Clapton is God") a la paret d'una estació de metro d'Islington, a Londres, fet que es repetiria al llarg de tota la ciutat. Clapton, però, no se sentia realitzat a la banda de Mayall, i va decidir ampliar el seu estil tocant en una nova banda.
El 1966, Clapton va conèixer a Baker, el llavors líder de Graham Bond Organisation, en la qual també havia participat Jack Bruce al baix, l'harmònica i el piano. Baker també se sentia aclaparat a la GBO, i estava fart de l'addicció a les drogues de Graham Bond i de les seves arrencades d'inestabilitat mental. "Sempre m'havia agradat Ginger", explicava Clapton. Ginger va venir a veure tocar amb John Mayall. Després del concert em va portar a casa en el seu cotxe. Jo estava molt impressionat amb el seu cotxe i la seva manera de conduir. Em va explicar que volia muntar una banda, i jo també havia pensat. Tots dos estaven impressionats amb la forma de tocar l'altre, el que va portar a Baker a convidar a Clapton a unir-se al seu nou grup, encara sense nom. Clapton va acceptar immediatament, amb la condició que Jack Bruce fora el baixista del grup, amb el qual Baker va estar d'acord.
Clapton havia conegut Bruce durant la breu participació del baixista en els Bluesbreakers al març de 1966, els dos també havien treballat junts en Powerhouse, un grup creat per a un sol disc, format també per Steve Winwood i Paul Jones. Impressionat per la veu i la destresa tècnica de Bruce, Clapton va voler treballar amb ell de forma estable.
El que Clapton no sabia era que, estant Bruce a la banda de Bond, ell i Baker havien tingut sonores disputes. Tot i que ambdós eren excel·lents músics de jazz i es respectaven mútuament, els límits de la GBO es van mostrar massa reduïts per als seus egos. La seva volàtil relació incloïa baralles en l'escenari i sabotatges en els instruments. Després que Baker expulsés a Bruce del grup, aquest va continuar acudint als concerts; Baker va arribar a amenaçar amb un ganivet, i Bruce es va allunyar definitivament de la banda.
Malgrat tot, Baker i Bruce van ser capaços d'apartar les seves diferències pel bé del nou trio, que es va revelar col·laboratiu, amb tots els membres contribuint en la música i les lletres. La banda va rebre el nom de Cream, pel fet que Clapton, Bruce i Baker eren considerats " the cream of the crop", el bo i millor d'entre els músics de blues i jazz de l'emergent escena musical britànica. Abans de decantar-se per Cream, també van barrejar el nom de Sweet N 'Sour Rock N' Roll. Del trio, Clapton tenia la major reputació a Anglaterra, però era absolutament desconegut als Estats Units; havia deixat The Yardbirds abans que For Your Love aconseguís les llistes de vendes nord-americanes.
Cream van fer el seu debut no oficial al Twisted Wheel Club de Manchester el 29 de juliol de 1966. El debut oficial es va produir dos dies més tard en el Sixth Annual Windsor Jazz & Blues Festival. Com que és un grup nou i amb poques cançons pròpies, Cream va reinterpretar alguns temes de blues que van emocionar al públic i els van valer una calorosa acollida. A l'octubre, van tenir l'oportunitat de tocar amb Jimi Hendrix, que acabava d'arribar a Londres. Hendrix era un fan de la música de Clapton, i volia una oportunitat de tocar en directe amb ell. Hendrix va ser presentat al grup per Chas Chandler, baixista de The Animals i mànager de Hendrix.
Va ser al començament del grup quan es va decidir que Bruce seria el cantant principal. Encara que Clapton era tímid per cantar, sovint feia les harmonies per Bruce, i fins i tot, va posar la veu principal a alguns temes destacats de Cream com "Four Until Late", "Strange Brew", "Crossroads" o "Badge".

## Fresh Cream
L'àlbum debut de Cream, Fresh Cream, va ser gravat i publicat el 1966, i va aconseguir el # 6 en les llistes britàniques i el # 39 en les americanes. Consistia principalment de versions de blues, com "Four Until Late", "Rollin 'and Tumblin' " (escrita per Muddy Waters), "Spoonful" (escrita per Willie Dixon i gravada per Howlin 'Wolf), "I'ma So Glad" o "Cat's Squirrel". La resta de l'àlbum el formaven cançons escrites per Jack Bruce, destacant "wrapping Paper" i "I Feel Free" (que va ser un èxit com a senzill al Regne Unit, però als EUA només apareixia en el disc), a més d'un parell de cançons escrites per Ginger Baker (una de les quals, "Toad", contenia un dels primers exemples de sol de bateria en la història del rock).
Els bootlegs dels primers Cream mostren que la banda encara no havia desenvolupat la seva habilitat per a la improvisació. Aquests enregistraments mostren una banda molt més rígida, interpretant més cançons. Totes elles eren versions de "NSU", "Sweet Wine" o "Toad" amb una durada estàndard, uns cinc minuts. Però només dos mesos més tard, el setlist havia estat escurçat i les cançons eren ara molt més llargues.

## Disraeli Gears
Cream va visitar per primera vegada els Estats Units al març de 1967 per tocar nou nits en el RKO Theater de Nova York. Van tornar per gravar Disraeli Gears a Nova York entre l'11 i el 15 de maig del mateix any. El segon àlbum de Cream es va publicar al novembre de 1967 i va aconseguir el  top 5 de les llistes a banda i banda de l'Atlàntic. Produït per Felix Pappalardi (que més tard fundaria el quartet Mountain, inspirat en Cream) i l'enginyer Tom Dowd, va ser gravat en els Atlantic Studios.  Disraeli Gears sol interpretar com un intent de la banda per definir, fusionant amb èxit rock psicodèlic britànic i blues nord-americà. També va ser el primer àlbum de Cream format principalment per cançons originals, amb només tres de les onze pistes escrites per altres músics.  Disraeli Gears no només inclou els èxits "Strange Brew" i "Tales of Brave Ulysses", sinó també la cèlebre "Sunshine of Your Love".
Tot i que l'àlbum és considerat com un dels millors treballs de Cream, mai va estar molt representat en els seus concerts. Encara que tocaven normalment "Tales of Brave Ulysses" i "Sunshine of Your Love", un  setlist constituït per diverses cançons de Disraeli Gears va ser ràpidament substituït a mitjans de 1967, introduint llargues improvisacions de blues en comptes de cançons pop més curtes. Només "We're Going Wrong" apareixia ocasionalment en les seves actuacions. De fet, en la reunió el 2005, Cream només van tocar tres cançons de Disraeli Gears: "Outside Woman Blues", "We're Going Wrong" i "Sunshine of Your love".
A finals de 1967, van allargar les seves improvisacions en directe, arribant a estirar algunes cançons fins als 20 minuts. Segons Jack Bruce, estaven obligats, o en cas contrari el públic es posaria furiós, demanant la devolució dels diners de l'entrada. Les extenses improvisacions en temes com "Spoonful", "NSU" o "Sweet Wine" es van convertir en les favorites en directe. Així i tot, cançons com "Sunshine of Your Love", "Crossroads", i "Tales of Brave Ulysses" romandre raonablement curtes.

## Wheels of Fire
El 1968 va arribar la tercera publicació de la banda, Wheels of Fire, que va arribar a encapçalar les llistes americanes. Els enregistraments d'estudi de Wheels of Fire mostrar com la banda s'anava desplaçant del blues cap a un rock semi-progressiu, destacat per les seves mètriques atípiques i l'ús de diversos instruments orquestrals. No obstant això, la banda va gravar "Sitting on Top of the World" de Howlin 'Wolf i "Born Under a Bad Sign" d'Albert King. Segons una entrevista de Clapton a la BBC, la discogràfica, que també editava a Albert King, va demanar a la banda versionar "Born Under a Bad Sign", que es va fer molt popular. La cançó que obria el disc, "White Room", es va fer habitual a la ràdio. Una altra cançó, "politician", va ser escrita per la banda mentre esperava per actuar en directe a la BBC. El segon disc de l'àlbum contenia tres gravacions en directe al Winterland Ballroom i una més en el Fillmore. El segon només de Clapton a "Crossroads" va ser triat com un dels millors solos de guitarra de la història en diverses llistes. La versió de 16 minuts de Spoonful, del seu show en Winterland, va esdevenir el seu tema més mític, i un dels favorits en els concerts. El sol de bateria de Ginger Baker a "Toad" és reconegut com un dels millors solos en directe de la història del rock.
Després de completar  Wheels of Fire a mitjans de 1968, els membres de la banda van decidir que havien tingut prou i volienprendre camins separats. Com declarar Baker en una entrevista per a la revista Music Mart el 2006, "Va arribar un moment en què Eric em va dir: ' 'Ja he tingut prou', i li vaig dir que jo també. No podia seguir amb això. L'últim any de Cream va ser agònic. Va fer mal a la meva oïda de forma permanent, i encara tinc problemes d'audició pel desproporcionat volum durant l'últim any de Cream però no havia començat així. El 1966, era genial. Realment va ser una meravellosa experiència musical, però es va acabar convertint en alguna cosa estúpid." També, la inflamable relació de Bruce i Baker va demostrar ser encara pitjor degut a la tensió que va generar a la banda una gira sense descansos, obligant a Clapton a exercir una i una altra el paper de pacificador.
A més a més, Clapton havia sucumbit als encants del grup format per Bob Dylan, ara conegut com The Band, i el seu primer àlbum,Music From Big Pink, que va suposar una alenada d'aire fresc en comparació amb la fúria i la psicodèlia ofertes per Cream. A això se sumava un càustic article a la revista Rolling Stone (revista que Clapton admirava), en què l'articulista, Jon Landau, cridava a Clapton "mestre del clixé del blues". Va ser després de la publicació d'aquest article que Clapton va voler acabar amb Cream i prendre un rumb musical diferent.
Al començament de la seva gira de comiat el 4 d'octubre de 1968 a Oakland la majoria del repertori el formaven cançons de Wheelsof Fire: "White Room", "politician", "Crossroads", "Spoonful", "Deserted Cities of the Heart ", i" Passing the Time " prenent el relleu de " Toad "per incloure un sol de bateria. "Passing the Time" i "Deserted Cities" van ser aviat eliminades del repertori i reemplaçades per "Sitting on Top of the World" i "Toad".

## Goodbye
Finalment, Cream van ser convençuts per fer un últim disc. Aquest disc, convenientment titulat Goodbye, va ser gravat a finals de 1968 i publicat a inicis de 1969, després de la ruptura de la banda. Tot i que el pla era publicar un àlbum doble, Goodbye només contenia sis cançons: tres enregistraments en directe procedents d'un concert al Fòrum de Los Angeles, el 19 d'octubre, i tres nous temes d'estudi, cadascun escrit per un membre del grup. La més destacada, "Badge" va ser escrita per Clapton i George Harrison, que també va tocar la guitarra rítmica. "I'ma So Glad",que ja havia aparegut en la seva versió d'estudi en Fresh Cream,es presenta en directe a Goodbye. Va ser l'única cançó que va aparèixer en el primer i l'últim àlbum de Cream.
La gira de comiat de Cream consistir en 22 shows en 19 llocs dels Estats Units entre el 4 d'octubre i el 4 de novembre de 1968, i dos concerts de comiat al Royal Albert Hall de Londres el 25 i 26 de novembre de 1968. L'últim concert de la gira nord-americana va tenir lloc al Rhode Island Auditorium.
Els dos concerts al Royal Albert Hall van ser filmats per un documental de la BBC i llançat en vídeo sota el nom de Farewell Concert. Ambdues actuacions van esgotar les entrades i van atreure més atenció que qualsevol altre concert de Cream, però l'actuació no es considera especialment bona. El mateix Baker va dir sobre els concerts: "No va ser un bon xou ... Cream era millor que això ... Sabíem que s'havia acabat. Sabíem que simplement estàvem acabant amb això, passant el mal tràngol." Les aparicions en directe de Cream ja estaven decaient. En una entrevista per  Cream: Classic Artists, Ginger Baker va coincidir que la banda empitjorava a cada minut.
Els teloners de Cream van ser Taste (amb un jove Rory Gallagher) i la recentment formada Yes, que va rebre bones crítiques.

## Ruptura
Des de la seva creació, Cream es va haver d'enfrontar als problemes que portarien a la seva dissolució el novembre de 1968. La rivalitat entre Bruce i Baker generava tensions en el si de la banda, i Clapton sentia que no hi havia prou comunicació entre els membres de la banda. Clapton explicava que una vegada, durant un concert, ell va deixar de tocar i ni Bruce ni Baker es van adonar, i també deia que els xous consistien en el fet que els components del grup es lluïssin. Cream va decidir trencar el maig de 1968, durant una gira pels EUA Més tard, al juliol, es va anunciar que la banda es dissoldria després d'una gira de comiat pels Estats Units i dos concerts a Londres, celebrats els dies 25 i 26 de novembre.

### Reunions posteriors
Després de la separació s'editen discos amb material conegut i actuacions en viu. Clapton formaria Blind Faith, un altre grup decisiu, Ginger Baker, Air Force i després Baker Gurvitz Army. Jack Bruce grava en solitari, amb John McLaughlin primer i Larry Coryell, Mike Mandel i Mitch Mitchell després. Forma el grup West, Bruce and Laing i un supergrup amb Mick Taylor (ex Rolling Stones) i altres, i arriba a compondre la Jack Bruce Band.
El 1993 es van reunir amb motiu del seu introducció al Saló de la Fama del Rock. La gran reunió es va donar, però, el maig de 2005 on van oferir de nou una sèrie de concerts al Royal Albert Hall de Londres on van interpretar novament algunes de les seves creacions més emblemàtiques. D'aquests concerts es va gravar un espectacular àlbum doble i un DVD que reuneix els seus més coneguts èxits. A finals d'octubre de 2005 van oferir tres concerts al Madison Square Garden a Nova York.

## Discografia

### Àlbums
- Fresh Cream. Reaction (desembre de 1966).
- Disraeli Gears. Reaction (novembre de 1967). *  Wheels of Fire (2xlp, disc 1 en estudi, disc 2 en viu en el Fillmore). Polydor (agost de 1968).
- Goodbye (part en estudi, part en viu). Polydor (març de 1969). *  Best of Cream (recull). Polydor (novembre de 1969).
- Live Cream (en viu). (Juny de 1970).
- Live Cream Volume II (en viu). Polydor (juny de 1972).
- Heavy Cream (recull). Polydor (abril de 1973).
- Cream Box Set (recopilació 6xlp). Polydor (octubre de 1980).
- Strange Brew: The Very Best of Cream (recull). Polydor (febrer de 1983).
- The Very Best of Cream (recull). Polydor (febrer de 1995).
- Those Were The Days Box Set (recopilació). Polydor (setembre de 1997).
- 20th Century Masters - The Millennium Collection: The Best of Cream (recull). Polydor (febrer de 2000).
- BBC Sessions (recull en viu). Polydor (març de 2003).
- I Feel Free: Ultimate Cream (recull). Polydor (maig de 2005).
- Royal Albert Hall: London Mai 2-3-5-6 2005 (en viu, 2xcd). Polydor (octubre de 2005).

### Senzills
- "Wrapping Paper / Cat's Squirrel". Reaction (octubre de 1966).
- "I Feel Free / N.S.U.". Reaction (desembre de 1966).
- "Strange Brew / Tals Of Brave Ulysses". Reaction (juny de 1967).
- "Spoonful Part 1 / Spoonful Part 2". Atco (novembre de 1967).
- "Sunshine of Your Love / S.W.L.A.B.R.". Atco (gener de 1968).
- "Anyone" * "White Room / Those Were The Days". Polydor (gener de 1969).
- "Crossroads (en viu) / Passing The Time". Atco (gener de 1969).
- "Badge / What A Bringdown". Polydor (abril de 1969).
- "Lawdy Mama (en viu) / Sweet Wine (en viu)". Atco (juliol de 1970).

### Vídeos
- Farewell Concert. VHS, DVD. Gravat al "Royal Albert Hall", el novembre de 1968.
- Strange Brew. Reedició de Farewell Concert amb preses extres.
- Royal Albert Hall. London Mai 2-3-5-6 2005. DVD. Gravat al "Royal Albert Hall" el maig de 2005
- Cream: Disraeli Gears (2006). DVD. Documental sobre la gravació de Disraeli Gears i sobre l'impacte que va causar a els 60.

## Guardons
Nominacions
- 1969: Grammy al millor nou artista